# Sindromul Tourette (album)
Sindromul Tourette este primul album solo al lui Cheloo, lansat la data de 26 noiembrie 2003, la casa de discuri Rebel Music.
”Pentru cineva familiar cu termenii medicali și cu bolile, "Sindromul Tourette" reprezintă o disfuncționalitate moștenită ce se caracterizează prin momente repetate în care persoana afectată se manifestă scotând diferite sunete sau având ticuri incontrolabile. Uneori aceste sunete evoluează în cuvinte sau fraze, putând deveni în timp din ce în ce mai complexe. Întâmplător, Sindromul Tourette este și numele primului efort solo al lui Cheloo.
Pornind de la semnificațiile titlului, s-ar zice că albumul întruchipează rezultatul unor acțiuni necontrolate. Contrar aparențelor, realitatea e tocmai pe dos, rezultatul lăsând să se Întrevadă o mișcare gândită minuțios în cele mai mici detalii. Construit după tradiționala rețetă Paraziții (Șlefuită până aproape de perfecțiune), materialul arată o maturiate superioară oricărui produs al acestora. De sub adapostul bolii, Cheloo își permite luxul de a spune lucrurilor pe nume, chiar dacă o face de după perdeaua caterincii, metaforelor sau a jocurilor de cuvinte. Politicul, socialul, ironia extremă, umorul negru, conștiinciozitatea, realitatea cotidiană, Sindromul Tourette le are pe toate. 
Primele simptome scot la iveală un discurs amuzant, adresat cu precădere minorității gay: "La risc, întreb așa, să văd cât ești de dur/ Dacă statu-ar fi condus de-un poponar te-ai f*te-n c*r?” Deși abia depășește un minut, dincolo de sonoritatea cuvintelor și de persiflarea indusă, versurile releva anumite mesaje subliminale: "Direct funebru sunt un nimeni celebru/ Averea mea-i umorul meu negru/ Exagerez întotdeauna tot ce fac exagerat/ De fapt, acum asculți un track tras pe blat/ Sărăcia omoară gândurile, rupeți rândurile / Nu pe noi ne așteaptă scândurile/ Combinănd în cap drogurile poți să mori rânjit / Iar lumea te va ține minte fericit.” [...] "Mulțumesc pantalonilor care mi-au susținut p**a". Melodia eponima titlului oferă un instrumental antrenat punctat din loc în loc de un sample de nai. La nivel liric, observăm elementele caracetristice unui manifesto personal bazat pe "o sumă de cuvinte" bine alese + înțepături "subtile" îndreptate către scena muzicală românească sau către minoritatea sexuală mai sus amintită: "Nu fi reticent ca popa pe invers / Nu-i de bine dacă stai / Te arzi în c*r n-ajungi în rai...". Includerea lui Guess Who pe refren se dovedește de bun augur, el reușind să creioneze bine conceptul din spatele LP-ului: "Probabil că acum Cheloo vrea să verse / Toate spurcăciunile nebăgate-n alte piese / Treaba refulează mai presus de interese / Cred că între timp a-ncetat să-i pese". 
În continuare, câteva piese conceptuale mențin ridicat interesul ascultătorului. După principiul "haz de necaz", Manifestări cronice și Propaganda iresponsabilă (cu Raku & DJ Dox) fac radiografia unei societăți bolnave guvernată de non-valoare, prostie și incultură: "Călare pe dric trasmit ritmic; e momentul critic literar / Lovesc la cap ca bâta-n neolitic / Toți aleargâ-n sens opus fără puls pe un sens impus care nu duce-n sus / E un drum ce trebuie spus, tre' să te prinzi dacă nu ești mintal redus / Iau totu-n râs, dus, e ca la circ: unii-ncearcă să-și refacă viața pe mIRC" (Manifestări cronice) [...] "După cum vezi, i-adevarat, / Niciodată n-am sunat / Ca Adrian, avorton în c*c*t". (Propaganda iresponsabilă). Peisajul e întregit de către Definiția 23378, o dedicație - binevenită - pentru pseudo-clasa politică românească și incompetența ei caracterstică: "Statul e un aparat de supt care ne suge / Impozit pe impotență, pe rezistentă / Impozit pe existentă/ Impozit pe cana de apă / Impozit pe țipete dac-ai stat capră / Râd cu dinții strânși, dar știi, mă seacă. E o viață de hamster, labirint fără cer / Poți să fii curat ca lacrima și să mori de cancer
 / Semianalfabeți în fotolii, visează victorii / P**a mea, suntem conduși de molii".
Trecând peste o nouă satiră (Strîngeți bucile), ajungem la Dacă eram..., o teorie a meseriilor, unde Cheloo insiră paletă largă a posibilităților de împlinire profesională din România. Funcția cu cea mai mare cautare pare a fi cea de funcționar CNA: "Dacă eram l*b*r ereditar munceam la CNA / Și mă sinucideam punctual pe piesa asta". Și dacă tot suntem la capitolul CNA, trebuie amintit și asaltul asupra Vecinului meu Pilif, membru marcant ai acestei instituții. Problema viciilor este dezbătută apoi alături de Bitză pe track-ul ales pentru promovarea albumului. Titlul ei e pe cât de simplu pe atât de grăitor: Vicii. Concluzia la care s-a ajuns vine prin intermediul refrenului cântat de Bitză spune că: "Fără vicii, am fi doar niște roboți...”.
Paraziții se reunesc în formula completă pentru Reacții adverse și fac o treabă mai bună decât pe Irefutabil. În timp ce Cheloo mai trimite câteva injective către CNA, Ombladon se axează mai mult pe umorul negru dând câteva lovituri decisive maneliștilor. Un "hidden track" de final tratează relațiile intersexuale dând câteva sfaturi folositoare. Probabil că multă lume ar cataloga aceste sfaturi drept misogine, dar eu aș zice că sunt (doar) la locul lor.
Prin Sindromul Tourette, Cheloo nu numai că s-a autodepășit, ci a aratat că e în poziția de a demonstra cum se face hip-hop de calitate. Și-a expus perspectiva asupra lucrurilor într-un mod sincer și fără rețineri, ceea ce e foarte bine. Faptul că majoritatea cut-urilor sunt scurte e mai degrabă un plus decât un minus. Interludiile omise intenționat în rândurile de mai sus sunt la, de asemenea binevenite. La capitolul minusuri ar fi faptul că unele melodii par neterminate, iar, uneori parazitul mai dă pe langă beat. Despre instrumentale trebuie spus că funcționează în general bine, cu vreo doua mici excepții. Infuzia turntablistă adusă de către DJ Dox prin cele două contribuții ale sale "pune osul" la creșterea standardului. Alegerea recenzentului lipsește dintr-un motiv bine intemeiat: nu mă pot opri asupra unei piese anume, sunt mai multe care mi-au atras atenția.”

## Lista pieselor[5]
| Nr.             | Titlu                                              | Autor(i)          | Text                | Lungime |  |
| 1.              | „Intro”                                            | Cheloo            | Cheloo              | 0:42    |  |
| 2.              | „Primele simptome”                                 | Cheloo            | Cheloo              | 1:13    |  |
| 3.              | „Sindromul Tourette” (Feat. Guess Who)             | Cheloo            | Cheloo              | 2:56    |  |
| 4.              | „Aproape de perfecțiune”                           | Cheloo            | Cheloo              | 0:22    |  |
| 5.              | „Manifestări cronice”                              | Cheloo            | Cheloo              | 1:28    |  |
| 6.              | „Definiția 24378”                                  | Cheloo            | Cheloo              | 2:22    |  |
| 7.              | „Propaganda iresponsabilă” (Feat. Raku și DJ. Dox) | Cheloo și DJ. Dox | Cheloo și Raku      | 3:22    |  |
| 8.              | „Strîge-ti bucile” (Feat. Markone1)                | Cheloo            | Cheloo              | 1:35    |  |
| 9.              | „Target practice”                                  | Cheloo            | Cheloo              | 0:16    |  |
| 10.             | „Dacă eram...”                                     | Cheloo            | Cheloo              | 3:31    |  |
| 11.             | „Vecinului meu Pilif”                              | Cheloo            | Cheloo              | 0:41    |  |
| 12.             | „Dejecții obsesive” (Feat. Freakadadisk)           | Cheloo            | Cheloo              | 1:51    |  |
| 13.             | „Nivel înalt” (Feat. Pacha Man și DJ. Dox)         | Cheloo            | Cheloo și Pacha Man | 3:32    |  |
| 14.             | „Vicii” (Feat. Bitză)                              | Cheloo            | Cheloo și Bitză     | 3:30    |  |
| 15.             | „Reacții adverse” (Feat. Freakadadisk și Ombladon) | Cheloo            | Cheloo și Ombladon  | 3:00    |  |
| Lungime totală: | Lungime totală:                                    | Lungime totală:   | Lungime totală:     | 30:21   |  |